# Cordylancistrus platycephalus
Cordylancistrus platycephalus är en fiskart som först beskrevs av Boulenger, 1898.  Cordylancistrus platycephalus ingår i släktet Cordylancistrus och familjen Loricariidae. Inga underarter finns listade i Catalogue of Life.